# Кайзервальд
Кайзерва́льд — місцевість Личаківського району Львова, обмежена вулицями Максима Кривоноса, Опришківською, Миколи Лисенка, Пісковою, Івана Крип'якевича, Старознесенською, Олекси Довбуша, Митрополита Липківського.

## Розташування
Кайзервальд — це переважно горбиста місцевість, всіяна багатьма ярами, видолинками, а також густим лісом. Разом із Лисою горою та Високим Замком, від якого він відділений лише Опришківською дорогою, Кайзервальд створює досить довгий заліснений хребет (у межах Львівського плато), висота якого місцями перевищує 400 м над рівнем моря.
Нині Кайзервальд поділений між парком «Знесіння» та Шевченківським гаєм.

## Назва
У давні часи ця місцевість, яка тоді включала в себе маєток і ліс Алембеківська Пасіка, мала назву (з XVIII століття) Лоншанівка. Обидві назви походять від прізвищ власників: Алембеків та Лонгшамп де Бер'є.
Назва «Кайзервальд» (нім. Kaiserwald) дослівно з німецької перекладається як «кайзерівський (цісарський) ліс». Причина її виникнення проста — цісар Австрійської імперії Франц Йозеф І оглядав лісисту місцину, і вона йому дуже сподобалась. Під час свого наступного візиту до Львова цісар знову відвідав Кайзервальд, який з того часу і отримав свою назву. На честь цього візиту у лісі навіть було встановлено скульптуру.

## Історія

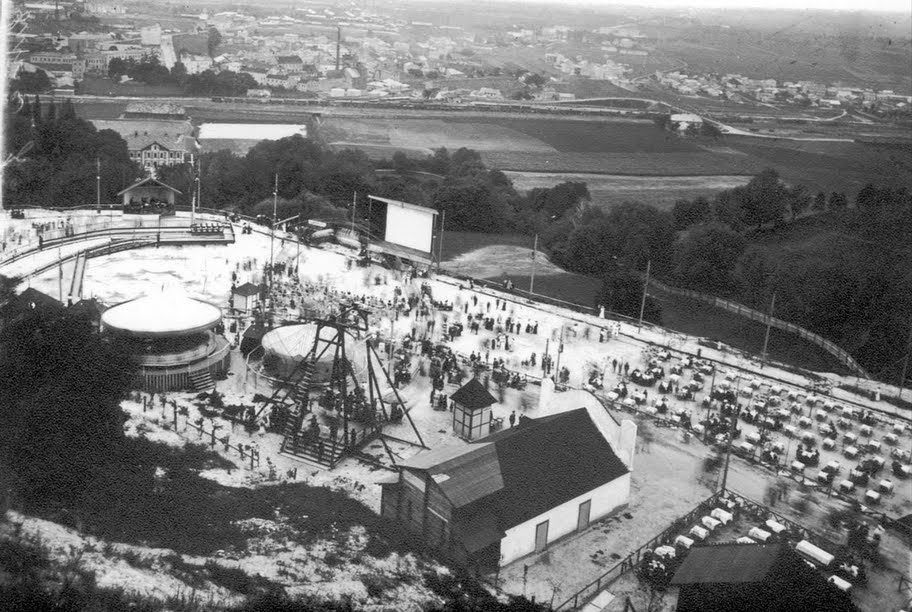
Лунапарк, що діяв на Кайзервальді до Першої світової війни

До XVIII ст. Кайзервальд був власністю заможної львівської родини Алембеків. Потім його викупила багата львівська родина Лонгшамп де Бер'є (Longchamps de Bérier). Будучи у Львові, цісар Австрійської імперії Франц Йозеф І гостював у Лонгшампів і відвідував Кайзервальд.
З 1908 по 1914 роки на Кайзервальді діяв перший в Україні луна-парк з багатьма атракціонами та літніми ресторанами.
На початку 1960-х років у львівської влади виникла ідея перетворити Кайзервальд у ландшафтний парк. Тут запланували створити відпочинкові зони, співоче поле, музей народної архітектури, лижний трамплін і трасу для бобслею. Також хотіли встановити величний і монументальний пам'ятник Тарасові Шевченку. У 1966 році в рамках цього проекту був відкритий Музей народної архітектури і побуту, який 2016 року отримав ім'я блаженного Климентія Шептицького. На цьому реалізація проєкту зупинилася. Хоча в парку "Знесіння" діє навчально-спортивна база ФСТ «Динамо» (гірськолижна траса слалому та слалому-гіганту довжиною 300 метрів, гірськолижний витяг довжиною 280 м, спортивний зал розміром 15х6 м, роздягальні). 

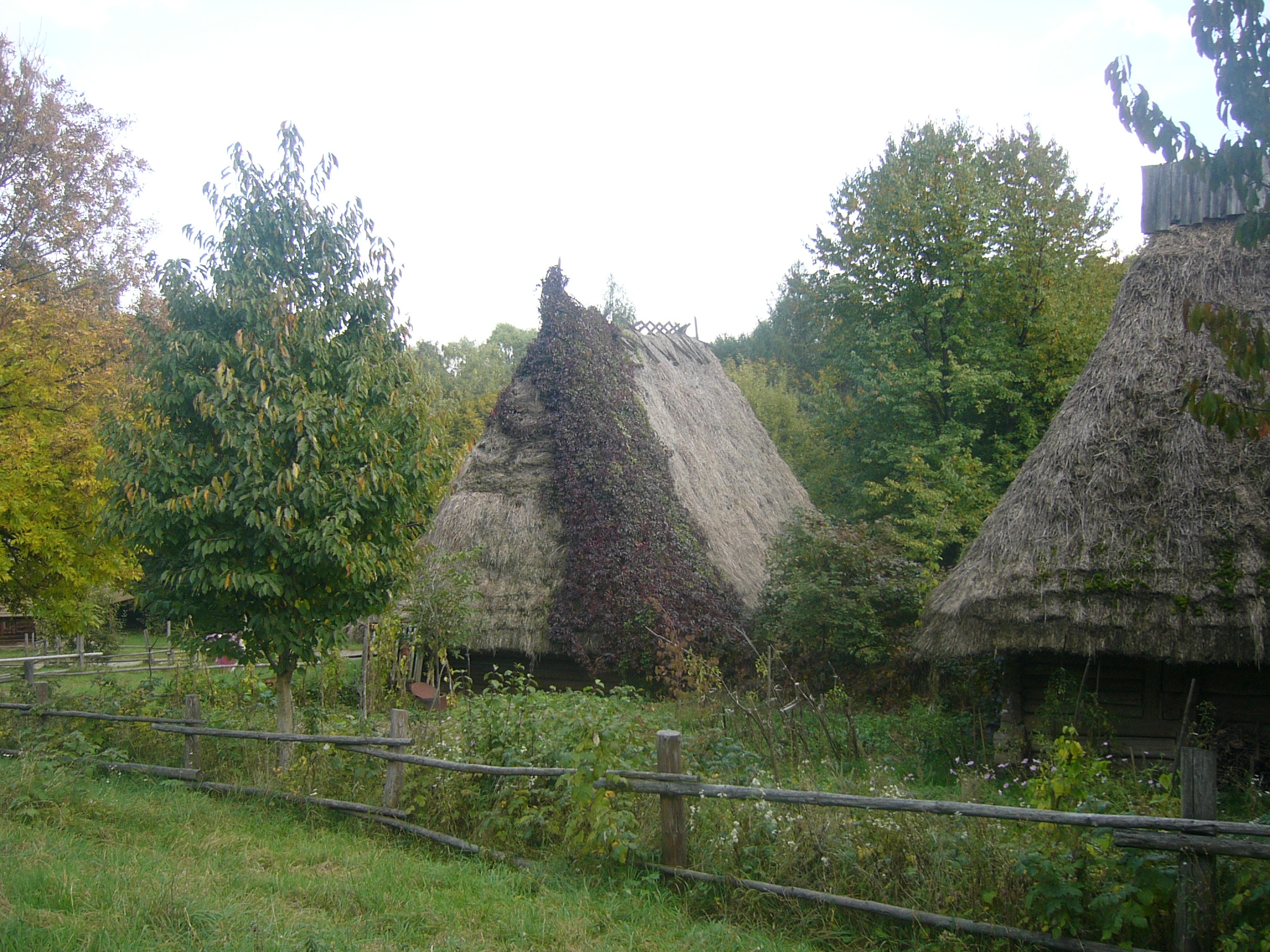
Музей народної архітектури і побуту імені Климентія Шептицького

## Церкви
- Священномученика Йосафата і всіх українських мучеників